# Solotnik
Solotnik (russisch золотник) war eine Gewichtseinheit in Russland. Sie war 1⁄96  des russischen Pfunds, das ca. 409 Gramm betrug. Das Pfund (Funda/Funta) wurde schon 1740 durch Dukaten „geeicht“.
- 1 Solotnik = 1⁄96 Pfund (russ.) oder auch Griwenka = 96 Doli = 4,265 Gramm
  - Rückschluss: 1 Gramm = 0,23443 Solotniki.
- 3 Solotnik = 1 Lot
- 3840 Solotnik = 1 Pud

Auch als Gold-, Silber- und Münzgewicht war das Gewicht geeignet. Seine Teilung hier war als Probiergewicht in 1⁄2; 1⁄4; 1⁄8...1⁄64.
Gegenüber dem Gewicht Lana mit 34 Gramm das 1⁄12 vom Pfund gerechnet wurde, stehen 8 Solotnik.
Solotnik wird auch als Angabe des Feingehalts bei russischen Edelmetallen verwendet. Ein Solotnik entsprach dabei einem Feingehalt von 1⁄96, also 1⁄4 Karat.
Beim persischen Solotnik, auch persischer Miskal oder Metikal, waren die Beziehungen
- 1 Solotnik (pers.) = 1 1⁄11 Solotnik (russ.) = 4,65354 Gramm
- 88 Solotnik (pers.) ≈ 1 Funta (russ.)
- Vergleich mit Petersburger Maß: 96 Solotnik (russ.) = 1 Funta (russ.) = 0,40917 Kilogramm